# Petrorossia hespera
Petrorossia hespera är en tvåvingeart som först beskrevs av Rossi 1790.  Petrorossia hespera ingår i släktet Petrorossia och familjen svävflugor. Inga underarter finns listade i Catalogue of Life.